# 17608 Terezín
(17608) Terezín, denumire internațională (17608) Terezin, este un asteroid din centura principală de asteroizi.

## Descriere
17608 Terezín este un asteroid din centura principală de asteroizi. A fost descoperit pe 12 octombrie 1995 la Observatorul Kleť de Miloš Tichý. Asteroidul prezintă o orbită caracterizată de o semiaxă mare de 3,05 ua, o excentricitate de 0,04 și o înclinație de 10,4° în raport cu ecliptica.